# Paha poika
Paha poika (in finlandese "Ragazzo cattivo") è il sesto singolo della cantante pop finlandese Diandra, il primo estratto dal suo secondo album la cui uscita è prevista per ottobre 2014, e pubblicato il 10 giugno 2014 dalla Universal Music.
Il singolo entrò nelle classifiche finlandesi e raggiunse la prima posizione in quella dei singoli più comprati.
Un lyric video del brano è stato pubblicato il 17 giugno 2014 sull'account VEVO della cantante.

## Tracce
1. Paha poika – 3:26 (testo: Mikko Kuoppala[6] – musica: Diandra, Sakke Aalto[6])

## Classifica
| Classifica           | Massima posizione |
| -------------------- | ----------------- |
| Finlandia            | 1                 |
| Finlandia (digitale) | 9                 |
| Finlandia (radio)    | 64                |